# Náberezhni (Kushchóvskaya, Krasnodar)
Naberezhni (del ruso: Набережный) es un posiólok del raión de Kushchóvskaya del krai de Krasnodar, en Rusia. Está situado en la orilla izquierda del río Yeya, 14 km al noroeste de Kushchóvskaya y 174 km al norte de Krasnodar, la capital del krai. Tenía 10 habitantes en 2010
Pertenece al municipio Shkurinskoye.